# Sinornithosaurus
A Sinornithosaurus (jelentése 'kínai madárgyík', a latin sino- 'kínai', valamint az ógörög ὄρνιθος / ornithosz 'madár' és σαυρος / szaürosz 'gyík' szavak összetételéből) a tollas dromaeosaurida dinoszauruszok egyik neme, amely a kora kréta korban (késő barremi korszakban) élt a Yixian-formációban (Jihszien-formáció) a mai Kína területén.. A felfedezése szenzációnak számított, mivel az ötödik röpképtelen tollas dinoszaurusznem volt, amit 1999-ben felfedeztek. A Liaoning tartomány nyugati felén levő Sihetunban (Szehotun) találtak rá. A fosszíliája a Jehol-csoportból, a Yixian-formáció alsó részéről, a 6-os rétegből került elő.
A Sinornithosaurusról Xu Xing (Hszü Hszing) készített leírást, melynek részeként elvégzett egy filogenetikus elemzést, ami kimutatta, hogy bazális dromaeosaurida volt, továbbá, hogy a koponyája és a válla jellemzői nagyon hasonlítanak az Archaeopteryxére és az Avialae klád más tagjaiéra. Ezek a tények együtt megmutatják, hogy a legkorábbi dromaeosauridák madárszerűbbek voltak a későbbieknél. Mindez ellentmond annak az elméletnek, amely szerint a madarak a dinoszauruszokból fejlődtek ki. Lásd Időparadoxon (őslénytan).

## Anatómia

### Tollak

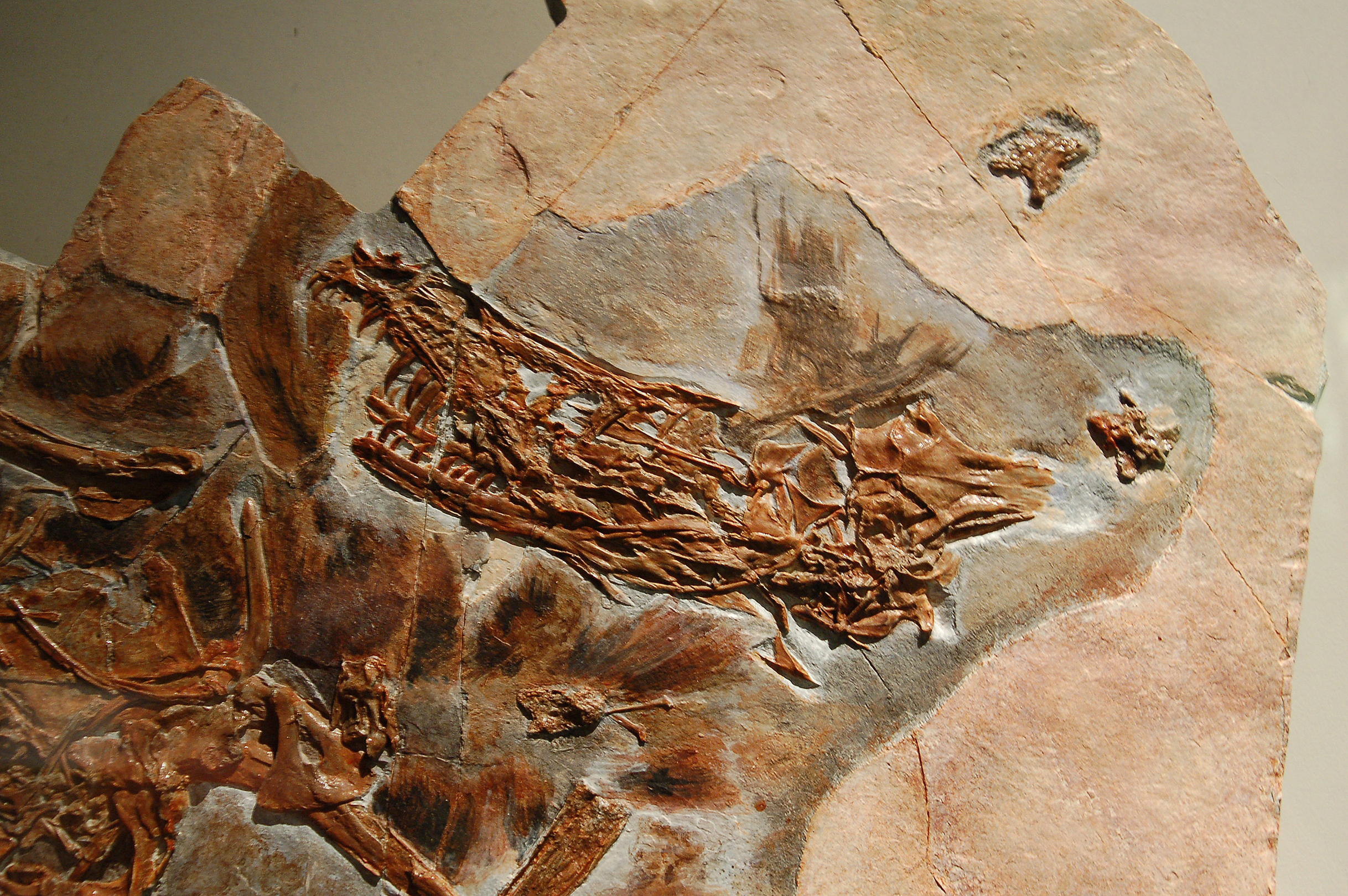
A holotípus fosszíiia másolata

A Sinornithosaurus mindkét példánya tollak lenyomataival együtt őrződött meg. E függelékek rostokból álltak és a korai tollak két jellemzőjével rendelkeztek. Először is a rostok a pehelytollakhoz hasonló bojtokká kapcsolódtak össze. Másodszor pedig a rostok sora (a zászlók) egy fő szárhoz kapcsolódtak, miáltal a szerkezetük egy szokványos madártollhoz hasonlóvá vált. Azonban hiányoztak róluk a másodlagos elágazások és az apró kampók, amelyek a modern tollaknál lehetővé teszik a szárny kialakítását. Az NGMC - 91 esetében a tollak beborították az egész testet, beleértve a fej szem előtti részét, a nyakat és a szárnyat is – a karokon gallyszerű, a combokon hosszú tollakkal, a faroknál pedig az Archaeopteryxéhez hasonló rombusz alakú legyezőt alkotva.

### Szín
Egy 2010-es, a fosszíliákban megőrződött sejtszerkezetek mikroszkopikus vizsgálatán alapuló tanulmány szerint a Sinornithosaurus tollainak színe jelentősen eltérhetett a test különböző részein. Egy 2012-es tanulmány kimutatta, hogy a Sinornithosaurus testén vörösesbarna, sárga, fekete és szürke színek oszlottak el.

## Osztályozás

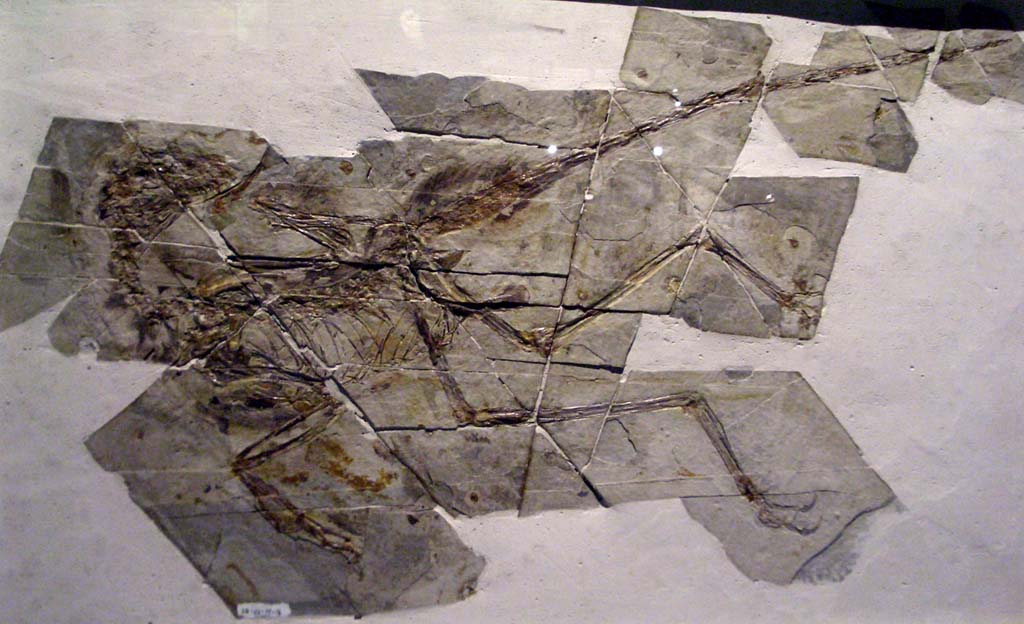
A S. millenii fosszíliája a Hongkongi Tudomány Múzeuma kiállításán

A Sinornithosaurus a gyors mozgású, sarló alakú lábujjkarommal rendelkező ragadozó dinoszauruszokat magába foglaló Dromaeosauridae család tagja volt, a Deinonychus és a Utahraptor mellett. A kora kréta kor barremi korszakában, mintegy 125 millió évvel ezelőtt élt, így az egyik legkorábbi és legkezdetlegesebb dromaeosaurida volt, amelyet felfedeztek. A Sinornithosaurusnál a zászlós tollak jelenléte egybevág a más dromaeosauridák, például a Microraptor, a Velociraptor és a Rahonavis esetében előkerült tollas bizonyítékokkal. (Lásd még: tollas dinoszauruszok)
A Sinornithosaurus két faja is ismertté vált. A S. millenii ('millenniumi kínai madárgyík') a típusfaj, melyet 1999-ben írtak le. A második faj, a S. haoiana ('Hao-féle kínai madárgyík') leírását Liu Jinyuan (Liu Csin-jüan) és szerzőtársai készítették el 2004-ben, egy új, a S. milleniitől eltérő koponyájú és csípőjű példány alapján. Lehetséges, hogy a hihetetlenül jó állapotban megőrződött „Dave” becenevű microraptoria (az NGMC 91 jelzésű lelet) a Sinornithosaurus harmadik faja, vagy egy fiatal példánya.

## Felfedezés és példányok

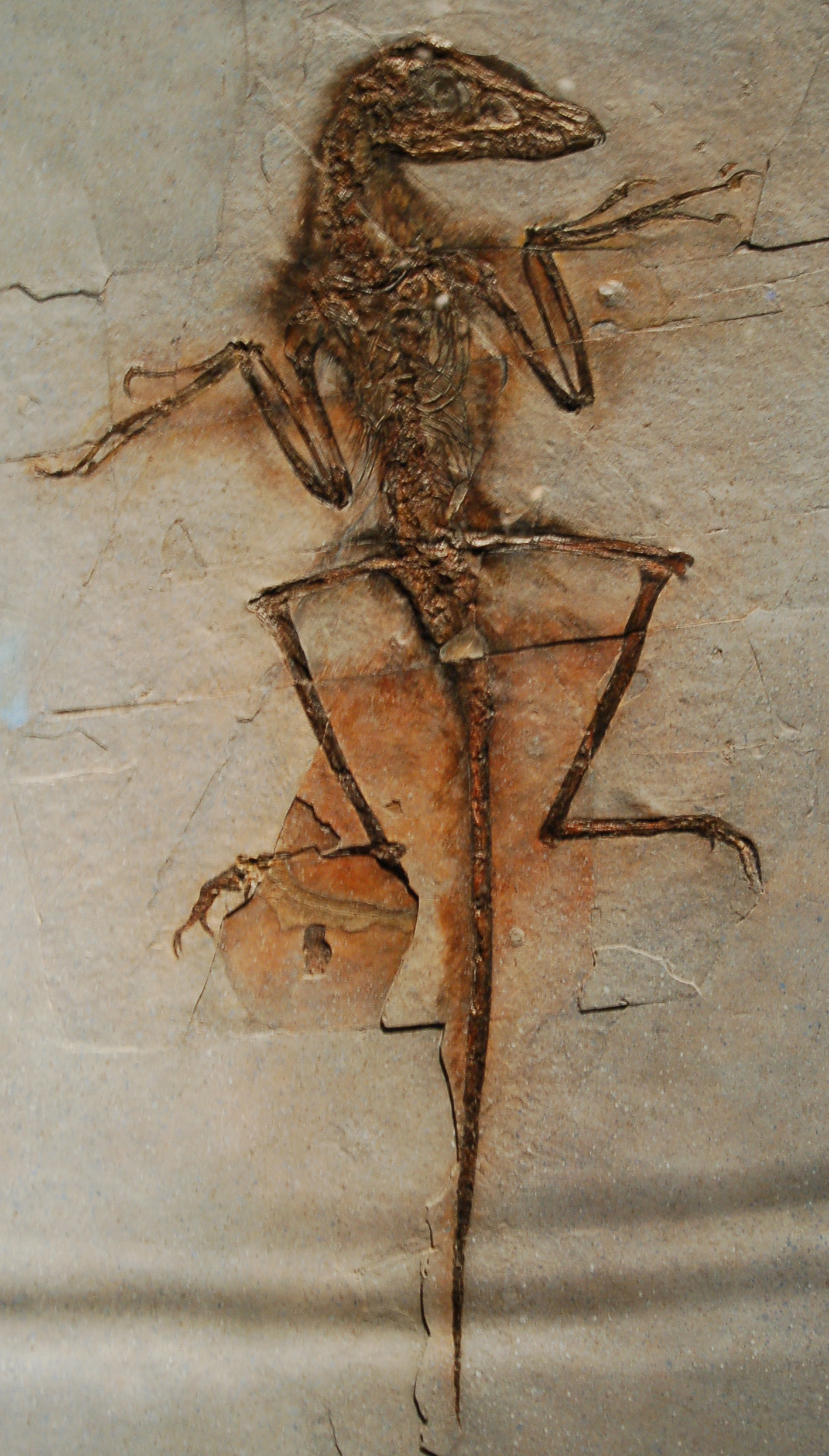
Az NGMC 91 fosszília, a Sinornithosaurus lehetséges példányának másolata

A Sinornithosaurust Xu Xing, Wang Xiaolin (Vang Hsziao-lin) és Wu Xiaochun (Vu Hsziao-csun), a pekingi Gerinces Őslénytani és Ősantropológiai Intézet kutatói fedezték fel. Egy majdnem teljes, tollenyomatos példányra bukkantak a kínai Liaoning tartományban, a Yixian-formációban; azon a hihetetlenül gazdag lelőhelyen, ahol korábban négy tollas dinoszaurusz, a Protarchaeopteryx, a Sinosauropteryx, a Caudipteryx és a Beipiaosaurus maradványaira is rátaláltak. A holotípus példány az IVPP V12811 a Gerinces Őslénytani és Ősantropológiai Intézet gyűjteményében található.
Egy másik, NGMC - 91 jelzésű példány valószínűleg egy fiatal Sinornithosaurus. Ji Qiang (Csi Csiang) és szerzőtársai (2001-ben) vonakodtak elnevezni az NGMC - 91-et, ugyanis, bár a példány teljesen tagolt állapotban volt, szinte minden csontja összetört, amikor a fosszilis lemez elrepedt, így többnyire csak a csontok sziluettjei láthatók mindkét oldalon. Ez elfedte a csontváz diagnosztikus jellemzőit és bizonytalanná vált, hogy a példány melyik nembe tartozik. A „Dave”-nek elkeresztelt NGMC - 91 a kínai Nemzeti Geológiai Múzeum gyűjteményében található. A Fanzhangzi-lelőhelyen (Fancsangce) fedezték fel a kínai Liaoning tartományban, Lingyuan (Lingjüan) városa mellett. A lelőhely Sihetuntól körülbelül 130 kilométerre található. Az NGMC - 91 lába közelében a halak közé tartozó Lycoptera egyik példánya is megőrződött.

## Feltételezett mérgező harapás
2009-ben Enpu Gong (Enpu Kung) vezetésével egy tudóscsoport megvizsgált egy jó állapotban levő Sinornithosaurus koponyát, és több jellegzetesség alapján azt állapították meg, hogy ez az első olyan dinoszaurusz, amely méreggel rendelkezett. Gong és kollégái észrevették, hogy a szokatlanul hosszú és agyarszerű középső maxilláris fogak külső felszínén feltűnő mélyedések futnak végig a fog hátsó része felé, e tulajdonság pedig csak a mérges állatokra jellemző. Továbbá az e fogak felett, a felső állcsontban levő üreget olyan helyként értelmezték, ahol egy méregmirigy lágy szövete helyezkedhetett el.
Gong és kollégái kijelentették, hogy ezek az egyedi jellemzők azt jelzik, hogy a Sinornithosaurus kis, madárméretű zsákmány elejtésére specializálódott ragadozó volt, amely a tollakon hosszú agyarai segítségével áthatolva a mai kígyókhoz hasonlóan megmérgezte és megbénította áldozatát. Emellett azt is felvetették, hogy az állcsont hegyén levő rövid, kissé előre álló fogaknak a madarak tollainak eltávolításában lehetett szerepük.
2010-ben Federico Gianechini tudóscsapata kiadott egy tanulmányt, mely kétségbe vonta a Sinornithosaurus mérgességét. Kimutatták, hogy a barázdált fogak nem e nemzetség sajátosságai, hanem számos egyéb theropodán fellelhetők, így más dromaeosauridákon is. Azt is szemléltették, hogy Gong és csapatának állításával ellentétben a fogak nem voltak szokatlanul hosszúak, hanem csak kimozdultak a fogmedrükből, ami gyakran előfordul az összetört és -nyomott fosszíliák esetén. Végül pedig nem tudtak megbizonyosodni azoknak az állítólagos kamráknak a meglétéről, melyek Gong és csapata méregmirigyként írt le, ehelyett csak a koponya szokásos üregeit találták.
A lapnak ugyanebben a számában Gong és csapata kiadta a 2010-es tanulmány újraértékelését, mely kétségbe vonta saját állításaikat. Beismerték, hogy a barázdált fogak gyakoriak a theropodáknál (bár azt vallották, hogy főként a tollas maniraptorákra jellemzők), és felvetették, hogy a méreg primitív alaptulajdonsága lehetett minden archosauriának, talán minden hüllőnek, és ezt pár leszármazottjuk megőrizte. Ellentmondtak annak a nézetnek, hogy a fogak a Sinornithosaurus holotípusán kimozdultak medrükből, bár elismerték, hogy helyzetük nem volt teljesen természetes. Gong újraértékelése azt is állította, hogy bizonyos, ezidáig le nem írt, ép leleteknek hasonlóan hosszú foguk volt. Viszont a barázdált fogak nem bizonyítják a méreg meglétét, hiszen nem mérgező állatoknak (pl. páviánoknak) is hasonló foguk van.

## Fordítás
- Ez a szócikk részben vagy egészben a Sinornithosaurus című angol Wikipédia-szócikk ezen változatának fordításán alapul.  Az eredeti cikk szerkesztőit annak laptörténete sorolja fel. Ez a jelzés csupán a megfogalmazás eredetét és a szerzői jogokat jelzi, nem szolgál a cikkben szereplő információk forrásmegjelöléseként.